# マックス・ピゴリ
マッシモ・"マックス"・ピゴリ（Massimo "Max" Pigoli, 1958年2月23日 - ）は、イタリアのレーシングドライバー。

## 経歴
ピゴリは、ツーリングカーレースで主に活躍。 1997年のイタリア・スーパーツーリングカー選手権ではインディペンデント部門のチャンピオンを獲得。ドイツ・スーパーツーリング選手権と統合して復活したヨーロッパツーリングカー選手権にも参戦した。2003年からはツーリングカーを離れ、イタリアGT選手権に参戦。 2006年にはスーパースター・シリーズに初めて参戦し、参戦初年度ながら2位のタマラ・ヴィダリを抑えてドライバーズタイトルを獲得した。 2009年も、同選手権シリーズで3位、インターナショナル・スーパースター シリーズではシリーズ2位と好成績を残している。